# Клара і сонце (фільм)
«Клара і сонце» (англ. Klara and the Sun) — майбутній науково-фантастичний фільм-антиутопія режисера Тайки Вайтіті за сценарієм Дахві Валлера, заснований на романі Кадзуо Ішіґуро 2021 року. У головних ролях Дженна Ортега та Емі Адамс.

## Синопсис
Робот на ім'я Клара існує для того, щоб полегшити самотність тих, з ким вона живе.

## Акторський склад
| Актор         | Роль              |
| ------------- | ----------------- |
| Дженна Ортега | Клара             |
| Міа Тарія     | Джозі             |
| Емі Адамс     | Кріссі мати Джозі |
| Саймон Бейкер | батько Джозі      |
| Наташа Ліонн  | менеджер          |
| Стів Бушемі   |                   |
| Гаррі Грінвуд |                   |

## Виробництво
У липні 2020 року компанія Sony 3000 Pictures придбала права на екранізацію роману Кадзуо Ішіґуро «Клара та сонце, а Девід Хейман був залучений в якості продюсера через свою компанію Heyday Films. 12 березня 2021 року Дахві Валлер написала сценарій, а Ішіґуро виступив виконавчим продюсером. У травні 2023 року Тайка Вайтіті розпочав переговори щодо режисури та продюсування фільму.
У січні 2024 року Вайтіті був затверджений режисером , а Дженна Ортега почала переговори щодо головної ролі. Наступного місяця до акторського складу приєдналися Емі Адамс, Міа Тарія, Аран Мерфі, Наташа Ліонн та Саймон Бейкер, а Ортегу затвердили роль Клари. У серпні 2024 року стало відомо, що Стів Бушемі долучився до акторського складу.
Основні зйомки розпочалися у січні 2024 року під робочою назвою «Tears and Rain», сцени знімалися на студії Silverlight у Ванаці. Виробництво відбувалося також в Окленді на початку квітня.